# DeMarcus Cousins
DeMarcus Amir Cousins (Mobile, 13 de agosto de 1990) é um jogador norte-americano de basquete profissional que atualmente joga pelo Mets de Guaynabo, da Liga Profissional de Porto Rico.
Ele jogou basquete universitário na Universidade de Kentucky e foi selecionado pelo Sacramento Kings como a 5° escolha geral no draft da NBA de 2010. Além dos Kings, ele jogou no New Orleans Pelicans, Golden State Warriors, Los Angeles Lakers, Houston Rockets, Los Angeles Clippers, Milwaukee Bucks e Denver Nuggets.

## Carreira no ensino médio
Cousins frequentou a LeFlore Magnet High School. Ele jogou no McDonald's All-American Boys Game de 2009 e registrou 14 pontos e 8 rebotes. Cousins também jogou no Nike Hoop Summit de 2009 no Rose Garden e no Jordan Brand Classic no Madison Square Garden, onde marcou 10 pontos.
Ele levou LeFlore Magnet a final estudual da classe 6A do Alabama e perdeu para o  futuro companheiro de equipe universitária, Eric Bledsoe, e a Parker High School.
| Nome | Cidade natal                            | Escola         | Altura | Peso   | Data               |
| --- | --------------------------------------- | -------------- | ------ | ------ | ------------------ |
| DeMarcus Cousins PF/C | Mobile, Alabama                         | LeFlore Magnet | 2,06 m | 110 kg | 9 de Abril de 2009 |
| DeMarcus Cousins PF/C | Recrutamento: Rivais: 247Sports: Scout: |                |        |        |                    |
| - Nota: Em muitos casos, Scout, Rivals e 247Sports podem entrar em conflito em suas listas de altura e peso, nestes casos, a média foi obtida. - Fonte: |                                         |                |        |        |                    |

## Carreira universitária

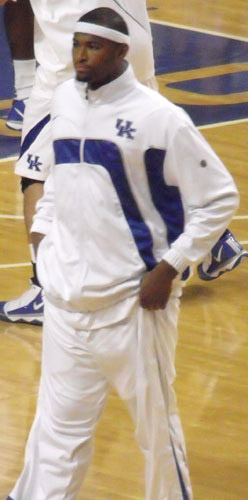
Cousins em Kentucky em 2009.

Cousins se comprometeu com a Universidade do Alabama em Birmingham em 28 de fevereiro de 2008, mas nunca assinou uma carta de intenções. Cousins se retirou da UAB e se comprometeu com Universidade de Memphis em 9 de março de 2009. Ele reabriu seu recrutamento depois que o treinador de Memphis, John Calipari, foi contratado pela Universidade de Kentucky. Em 7 de abril de 2009, Cousins decidiu seguir John Calipari e ir para Kentucky.
Em sua única temporada em Kentucky, Cousins obteve médias de 15,1 pontos, 9,8 rebotes e 1,8 bloqueios. Liderados por Cousins e John Wall, os Wildcats alcançaram a Elite Oito do Torneio da NCAA de 2010.

## Carreira profissional

### Sacramento Kings (2010-2017)

#### 2010–14: Honras e controvérsias
Em 7 de abril de 2010, Cousins anunciou que renunciaria às três últimas temporadas de elegibilidade universitária e entraria no draft da NBA de 2010, onde foi selecionado pelo Sacramento Kings como a quinta escolha geral.
Em 7 de julho de 2010, Cousins assinou seu contrato de novato com os Kings no valor de US $ 7 milhões nos dois primeiros anos, com opção de renovação em seu terceiro ou quarto ano. Cousins foi nomeado para a Primeira-Equipe de Novatos da NBA no final da temporada de 2010-11.
Em 1º de janeiro de 2012, o técnico Paul Westphal enviou Cousins para casa antes do jogo contra o New Orleans Hornets, dizendo que Cousins estava "relutante e incapaz de seguir na mesma direção que o resto da equipe." Cousins, que estava com médias de 13,0 pontos e 11,3 rebotes no momento da dispensa, supostamente exigiu ser trocado pelos Kings. Ele mais tarde negou pedir para ser negociado.

Em 5 de janeiro de 2012, Westphal foi demitido dos Kings, levando muitos a especularem que a tumultuada relação do treinador com Cousins foi um fator para sua substituição.

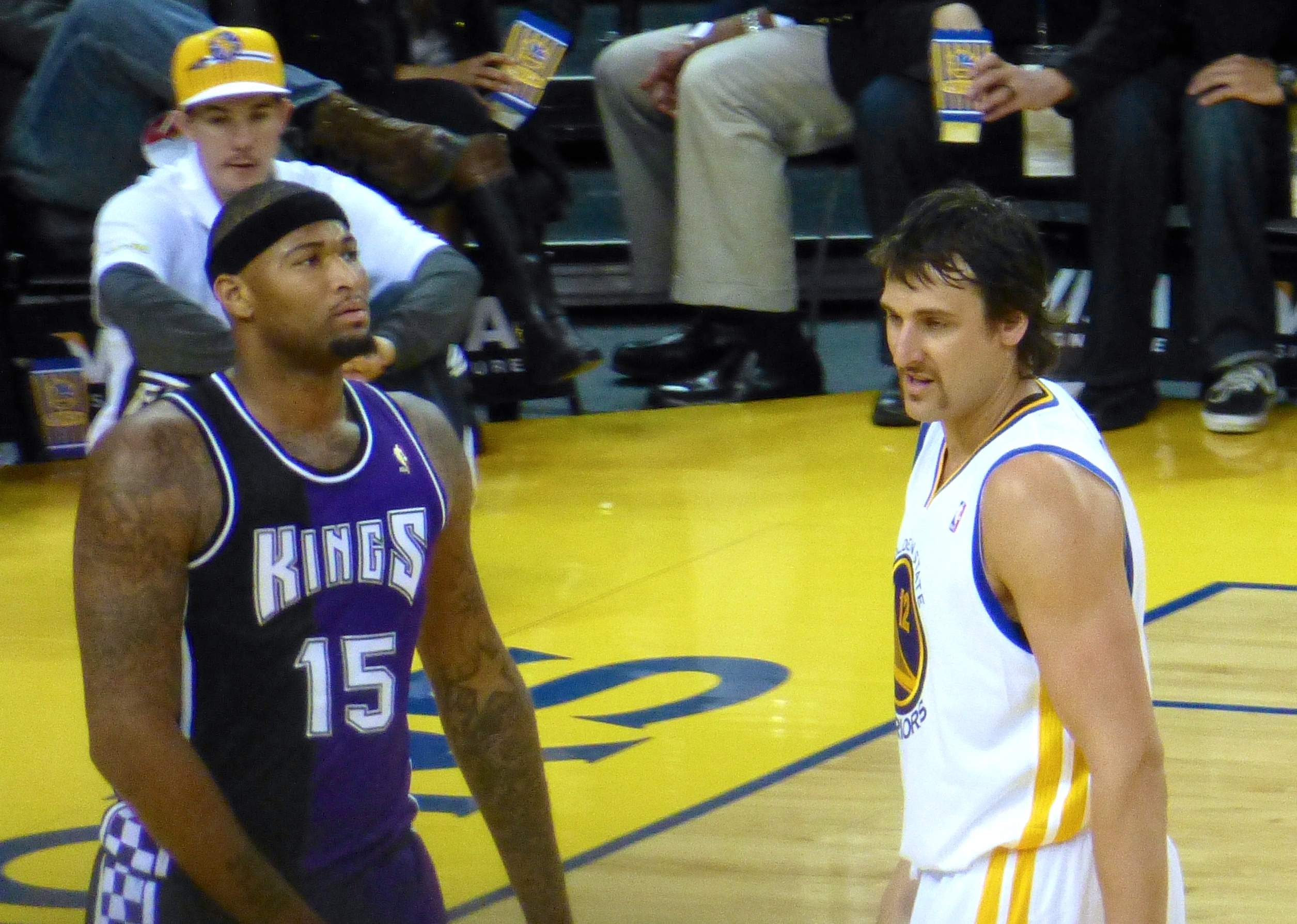
Cousins com Andrew Bogut

Em 11 de novembro de 2012, a liga suspendeu Cousins por dois jogos por confrontar Sean Elliott, comentarista do San Antonio Spurs, "de maneira hostil", depois de criticar Cousins por tentar intimidar Tim Duncan na quadra. Alguns criticaram a suspensão como sendo excessivamente dura e basearam-se mais na reputação de Cousins do que no realmente aconteceu, enquanto outros disseram que ele precisava crescer e aprender uma lição sobre o confronto com a mídia. Cousins pediu desculpas pessoalmente a Elliott antes de um jogo contra os Spurs em março de 2014.

Em 22 de dezembro de 2012, Cousins foi suspenso indefinidamente pelos Kings, que o acusaram de "comportamento não profissional e conduta prejudicial à equipe". A suspensão foi suspensa em 24 de dezembro de 2012.

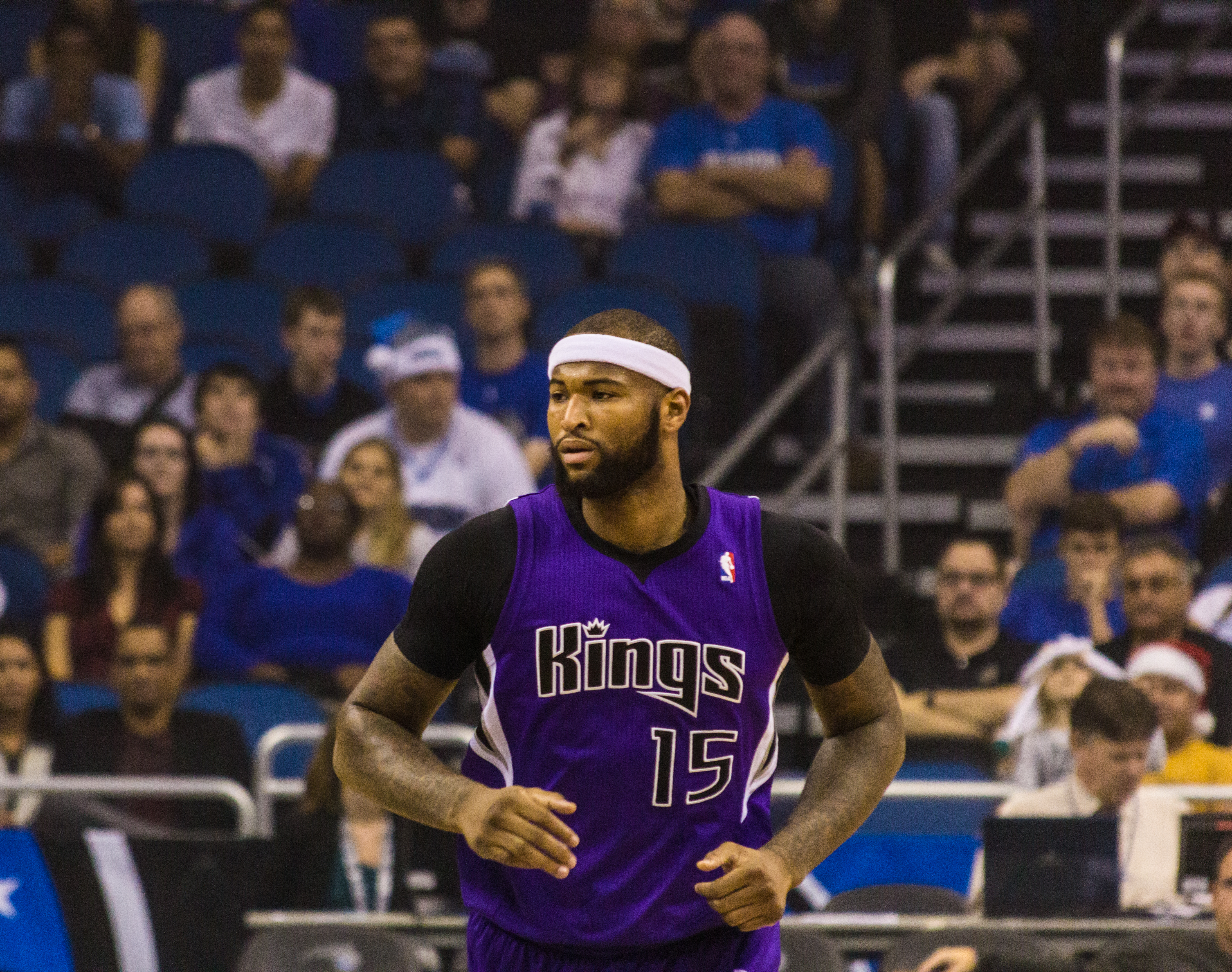
Cousins com os Kings em dezembro de 2013

Em 30 de setembro de 2013, Cousins assinou uma extensão de contrato de quatro anos e US$ 62 milhões com os Kings. Depois de assinar o contrato, Cousins anunciou que doaria US $ 1 milhão de seu salário para as famílias e a comunidade de Sacramento. Ele abriu a temporada registrando 30 pontos e 14 rebotes contra o Denver Nuggets.
Em 26 de fevereiro de 2014, Cousins recebeu uma suspensão de um jogo por socar Patrick Beverley no estômago.

#### 2014–16: Primeiras seleções All-Star
Após uma média de 23,5 pontos, 12,6 rebotes e 1,5 bloqueios nos primeiros 15 jogos da temporada, Cousins foi diagnosticado com meningite viral em 7 de dezembro de 2014. Ele perdeu 10 jogos com o vírus e retornou à ação em 18 de dezembro contra o Milwaukee Bucks, registrando 27 pontos e 11 rebotes na derrota por 107-108.
Em 30 de janeiro de 2015, Cousins foi nomeado para substituir o machucado Kobe Bryant no All-Star Game da NBA de 2015. A seleção de Cousins marcou a primeira vez que um jogador dos Kings foi selecionado desde Brad Miller e Peja Stojaković em 2004.
Em 1º de abril de 2015, Cousins registrou seu segundo triplo-duplo da carreira com 24 pontos, 21 rebotes e 10 assistências em uma derrota por 111-115 para o Houston Rockets. Ao fazer isso, ele se tornou o quarto jogador na história da NBA a acumular mais de 20 pontos, mais de 20 rebotes, mais de 10 assistências e mais de 5 bloqueios em um único jogo, juntando-se a Kareem Abdul-Jabbar, Chris Webber e Tim Duncan. No jogo seguinte, em 3 de abril contra o New Orleans Pelicans, Cousins se tornou o primeiro jogador dos Kings a registrar triplos-duplos consecutivos desde Chris Webber em 2005. Em pouco menos de 42 minutos, ele registrou 24 pontos, 20 rebotes e 13 assistências em uma derrota de 95-101. Ele se tornou um dos únicos três jogadores a ter jogos consecutivos de 20 pontos, 20 rebotes e 10 assistências; os outros são Elgin Baylor e Wilt Chamberlain.
Em 28 de outubro de 2015, Cousins registrou 32 pontos e 13 rebotes em uma derrota para o Los Angeles Clippers. Depois de perder quatro jogos com uma lesão no tendão de aquiles entre os dias 3 e 7 de novembro, Cousins voltou à ação em 9 de novembro e registrou 21 pontos e 12 rebotes em uma derrota para o San Antonio Spurs. Em 16 de novembro, ele foi nomeado Jogador da Semana da Conferência Oeste pelos jogos disputados de 9 de novembro a 15 de novembro. Foi o terceiro prêmio de Jogador da Semana da carreira de Cousins, que levou os Kings a um recorde de 3-1 na semana.
Em 25 de janeiro, ele foi nomeado Jogador da Semana da Conferência Oeste pela segunda vez na temporada. Naquela noite, ele alcançou a marca de 56 pontos em uma derrota por 129-128 após duas prorrogações para o Charlotte Hornets. Seus 56 pontos estabeleceram um recorde da temporada de 2015-16 e quebraram o recorde de mais pontos em um único jogo na história da franquia. Em 28 de janeiro, ele foi nomeado reserva da Conferência Oeste no All-Star Game da NBA de 2016. Em 5 de fevereiro, ele teve seu primeiro triplo-duplo da temporada e o quarto de sua carreira com 24 pontos, 10 rebotes e 10 assistências em uma derrota por 128-119 para o Brooklyn Nets. Em 19 de fevereiro, ele registrou 37 pontos, 20 rebotes e quatro bloqueios contra o Denver Nuggets, registrando seu nono duplo-duplo da carreira com mais de 20 pontos e rebotes, quebrando o recorde anterior de Sacramento estabelecido por Webber.

#### 2016–17: Última temporada em Sacramento
Em 31 de outubro, com 14 pontos e 12 rebotes contra o Atlanta Hawks, Cousins se tornou o jogador com mais duplos-duplos dos Kings com 246, superando os 245 de Chris Webber.
Em 20 de dezembro, ele fez 55 pontos em uma vitória de 126–121 sobre o Portland Trail Blazers. Em 18 de janeiro de 2017, ele teve seu quinto triplo-duplo da carreira com 25 pontos, 12 rebotes e 10 assistências em uma derrota de 106-100 para o Indiana Pacers.
Em 30 de janeiro de 2017, ele foi nomeado Jogador da Semana da Conferência Oeste pelos jogos disputados de 23 de janeiro a 29 de janeiro.
Em 3 de fevereiro de 2017, Cousins registrou seu sexto triplo-duplo da carreira com 22 pontos, 12 rebotes e 12 assistências na derrota de 105-103 para o Phoenix Suns. Quatro dias depois, ele foi suspenso de um jogo por receber sua 16ª falta técnica na temporada de 2016-17. Além disso, Cousins foi multado em US $ 25.000 por fazer uma declaração e um gesto inapropriado depois de deixar a quadra de jogo após a vitória dos Kings por 109-106 sobre o Golden State Warriors.

### New Orleans Pelicans (2017–2018)

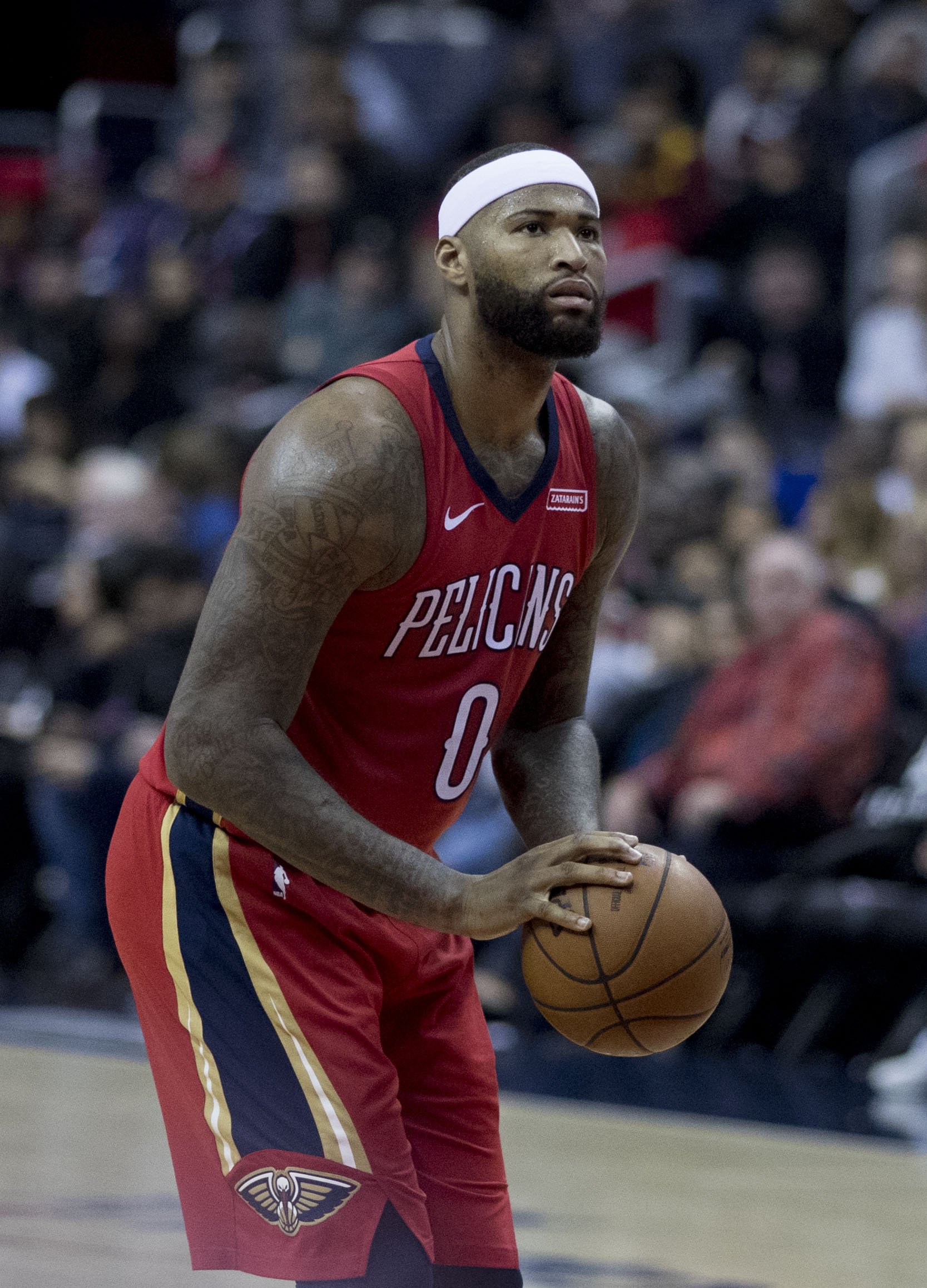
Cousins com o New Orleans Pelicans em 2017

Em 20 de fevereiro de 2017, Cousins, junto com Omri Casspi, foi negociado com o New Orleans Pelicans em troca de Tyreke Evans, Buddy Hield, Langston Galloway e escolhas de draft de primeira e segunda rodada de 2017.
Três dias depois, Cousins estreou nos Pelicans e registrou 27 pontos e 14 rebotes em uma derrota por 129-99 para o Houston Rockets. Em 3 de março de 2017, ele teve 19 pontos e 24 rebotes em uma derrota de 101-98 para o San Antonio Spurs. Seus 23 rebotes empataram o recorde de mais rebotes em um jogo na história da franquia de Tyson Chandler.
Em 26 de outubro de 2017, Cousins registrou 41 pontos e 23 rebotes em uma vitória de 114-106 sobre os Kings em Sacramento. Dois dias depois, ele teve seu primeiro triplo-duplo da temporada com 29 pontos, 12 rebotes e 10 assistências na vitória de 123-101 sobre o Cleveland Cavaliers. Posteriormente, ele foi nomeado Jogador da Semana da Conferência Oeste pelos jogos de 23 a 29 de outubro.
Em 29 de dezembro de 2017, ele registrou 32 pontos e 20 rebotes em uma derrota de 128-120 para o Dallas Mavericks. Foi o terceiro jogo da temporada com pelo menos 30 pontos e 20 rebotes, tornando-o o primeiro jogador a fazer isso desde Kevin Love na temporada de 2010-11.
Em 22 de janeiro de 2018, Cousins registrou 44 pontos, 24 rebotes e 10 assistências na vitória por 132–128 sobre o Chicago Bulls. Ele se tornou o primeiro jogador da NBA desde Kareem Abdul-Jabbar em 1972 a ter até 40 pontos, 20 rebotes e 10 assistências em um jogo. Foi também apenas o 10º jogo de 40 pontos, 20 rebotes e 10 assistências da história da NBA.
Em 26 de janeiro de 2018, ele registrou 15 pontos, 13 rebotes e 11 assistências antes de machucar o seu tendão de aquiles esquerdo nos segundos finais da vitória por 115-113 sobre o Houston Rockets. Após o jogo, ele foi diagnosticado com uma lesão no tendão de Aquiles esquerdo e, em 31 de janeiro, passou por uma cirurgia que o retirou da temporada.

### Golden State Warriors (2018–2019)
Depois de não receber nenhuma oferta de contrato, Cousins voltou sua atenção para assinar com uma equipe de elite. Ele ligou para o gerente geral do Golden State Warriors, Bob Myers, sobre o seu ingresso nos Warriors. Posteriormente, ele assinou um contrato de um ano e US $ 5,3 milhões em 6 de julho de 2018.
Em 18 de janeiro de 2019, Cousins estreou nos Warriors marcando 14 pontos em uma derrota por 112-94 sobre o Los Angeles Clippers.
Em 16 de abril, Cousins foi descartado indefinidamente após sofrer uma lesão no quadríceps esquerdo no Jogo 2 da primeira rodada dos playoffs. Ele fez um retorno no Jogo 1 das Finais da NBA de 2019 contra o Toronto Raptors.

### Los Angeles Lakers (2020–2021)
Em 6 de julho de 2019, ele assinou um contrato de um ano e US$3.5 milhões com o Los Angeles Lakers. No entanto, ele rasgou seu Ligamento cruzado anterior em exercícios de pré-temporada em 15 de agosto.
Não tendo disputado nenhum jogo, os Lakers dispensaram Cousins em 23 de fevereiro de 2020 para assinar com Markieff Morris.
Em 1º de dezembro de 2020, Cousins assinou um contrato de um ano com o Houston Rockets. Ele foi dispensado em 23 de fevereiro de 2021. Em 25 jogos com os Rockets, ele teve médias de 9,6 pontos e 7,6 rebotes em 20,2 minutos.

### Los Angeles Clippers (2021)
Em 5 de abril de 2021, Cousins assinou um contrato de 10 dias com o Los Angeles Clippers. Em 16 de abril, ele assinou um segundo contrato de 10 dias e depois, assinou pelo resto da temporada.
Com os Clippers, ele jogou em 16 jogos, todos como reserva, e teve médias de 7,8 pontos, 4,5 rebotes e 1 assistência.

### Milwaukee Bucks (2021–2022)
Em 30 de novembro de 2021, Cousins assinou até o fim da temporada com o Milwaukee Bucks.
Em 24 de dezembro, Cousins registrou 22 pontos, o recorde da temporada, e 8 rebotes na vitória por 102-95 sobre o Dallas Mavericks. Em 6 de janeiro de 2022, ele foi dispensado. Com os Bucks, ele jogou em 17 jogos e teve médias de 9,1 pontos, 5,8 rebotes e 1,1 assistências em 16,9 minutos.

### Denver Nuggets (2022)
Em 21 de janeiro de 2022, Cousins assinou um contrato de 10 dias com o Denver Nuggets, reunindo-se com seu ex-técnico Michael Malone. Em 28 de janeiro, ele recebeu um segundo contrato de 10 dias. Em 10 de fevereiro, ele assinou um terceiro contrato de 10 dias. Em 25 de fevereiro, os Nuggets assinaram com Cousins pelo restante da temporada.
Em 4 de março, Cousins registrou 31 pontos, o recorde da temporada, nove rebotes, quatro assistências e três roubos de bola na vitória por 116-101 sobre o Houston Rockets. Seus 31 pontos em 24 minutos foram o menor número de minutos em um jogo de 30 pontos na história dos Nuggets e o terceiro menor número de minutos jogado em um jogo de 30 pontos em sua carreira. Até então, os Nuggets foram a última equipe de Boogie na NBA.

## Carreira na seleção

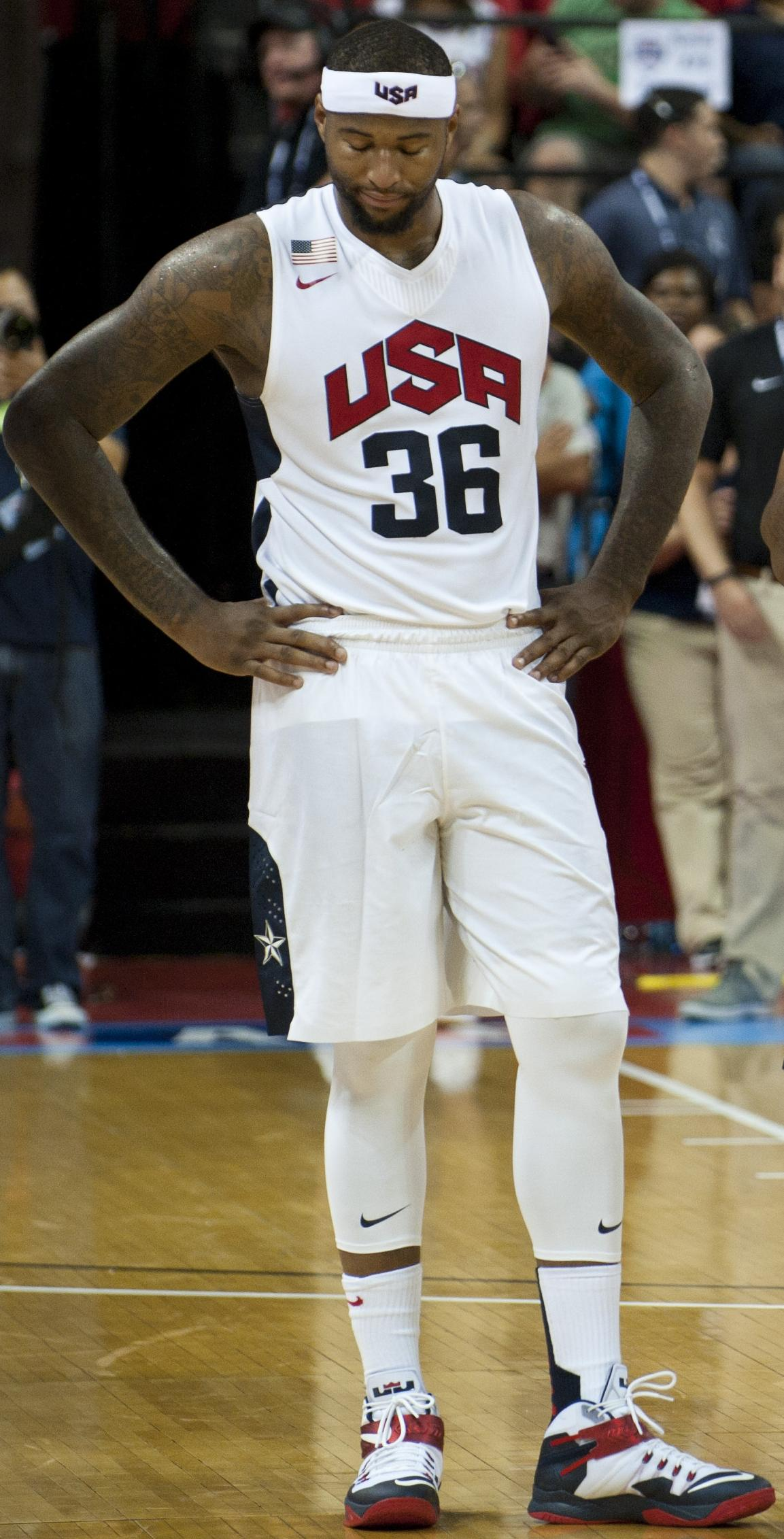
Cousins com a Seleção Americana em 2014.

Cousins era membro da Seleção Americana que ganhou a medalha de ouro na Copa do Mundo de 2014. Em 2016, ele ganhou a medalha de ouro nos Jogos Olímpicos de Verão de 2016.

## Estatísticas da carreira

### NBA

#### Temporada Regular
| Ano      | Equipe        | PJ  | PT  | MPJ  | AP   | 3P   | LL   | RT   | AS  | BR  | TO  | PPJ  |
| -------- | ------------- | --- | --- | ---- | ---- | ---- | ---- | ---- | --- | --- | --- | ---- |
| 2010–11  | Sacramento    | 81  | 62  | 28.5 | .430 | .167 | .687 | 8.6  | 2.5 | 1.0 | .8  | 14.1 |
| 2011–12  | Sacramento    | 64  | 62  | 30.5 | .448 | .143 | .702 | 11.0 | 1.6 | 1.5 | 1.2 | 18.1 |
| 2012–13  | Sacramento    | 75  | 74  | 30.5 | .465 | .182 | .738 | 9.9  | 2.7 | 1.4 | .7  | 17.1 |
| 2013–14  | Sacramento    | 71  | 71  | 32.4 | .496 | .000 | .726 | 11.7 | 2.9 | 1.5 | 1.3 | 22.7 |
| 2014–15  | Sacramento    | 59  | 59  | 34.1 | .467 | .250 | .782 | 12.7 | 3.6 | 1.5 | 1.8 | 24.1 |
| 2015–16  | Sacramento    | 65  | 65  | 34.6 | .451 | .333 | .718 | 11.5 | 3.3 | 1.6 | 1.4 | 26.9 |
| 2016–17  | Sacramento    | 55  | 55  | 34.4 | .451 | .356 | .770 | 10.6 | 4.8 | 1.4 | 1.3 | 27.8 |
| 2016–17  | New Orleans   | 17  | 17  | 33.8 | .452 | .375 | .777 | 12.5 | 3.9 | 1.5 | 1.1 | 24.4 |
| 2017–18  | New Orleans   | 48  | 48  | 36.2 | .470 | .354 | .746 | 12.9 | 5.4 | 1.6 | 1.6 | 25.2 |
| 2018–19  | Golden State  | 30  | 30  | 25.7 | .480 | .274 | .736 | 8.2  | 3.6 | 1.3 | 1.5 | 16.3 |
| 2020–21  | Houston       | 25  | 11  | 20.2 | .376 | .336 | .746 | 7.6  | 2.4 | .8  | .7  | 9.6  |
| 2020–21  | L.A. Clippers | 16  | 0   | 12.9 | .537 | .421 | .682 | 4.5  | 1.0 | .8  | .4  | 7.8  |
| 2021–22  | Milwaukee     | 17  | 5   | 16.9 | .466 | .271 | .816 | 5.8  | 1.1 | .9  | .5  | 9.1  |
| 2021–22  | Denver        | 31  | 2   | 13.9 | .456 | .324 | .736 | 5.5  | 1.7 | .6  | .4  | 8.9  |
| Carreira | Carreira      | 654 | 561 | 27.4 | .460 | .270 | .740 | 9.5  | 2.8 | 1.2 | 1.0 | 18.0 |
| All-Star | All-Star      | 3   | 0   | 10.4 | .800 | .500 | .667 | 3.7  | .3  | .3  | .0  | 9.3  |

#### Playoffs
| Ano      | Equipe        | PJ | PT | MPJ  | AP   | 3P   | LL   | RT  | AS  | BR | TO | PPJ  |
| -------- | ------------- | -- | -- | ---- | ---- | ---- | ---- | --- | --- | -- | -- | ---- |
| 2019     | Golden State  | 8  | 5  | 16.6 | .396 | .250 | .640 | 4.9 | 2.4 | .6 | .8 | 7.6  |
| 2021     | L.A. Clippers | 7  | 0  | 8.3  | .452 | .400 | .786 | 2.0 | .7  | .3 | .4 | 7.6  |
| 2022     | Denver        | 5  | 0  | 11.4 | .655 | .667 | .733 | 3.4 | 1.2 | .6 | .2 | 10.6 |
| Carreira | Carreira      | 20 | 5  | 12.1 | .501 | .439 | .719 | 3.4 | 1.4 | .5 | .4 | 8.6  |

### Universitário
| Ano     | Equipe   | PJ | PT | MPJ  | AP   | 3P   | LL   | RT  | AS  | BR  | TO  | PPJ  |
| ------- | -------- | -- | -- | ---- | ---- | ---- | ---- | --- | --- | --- | --- | ---- |
| 2009–10 | Kentucky | 38 | 38 | 23.5 | .558 | .167 | .604 | 9.8 | 1.0 | 1.0 | 1.8 | 15.1 |

Fonte:

## Prêmios e homenagens
- 4 vezes NBA All-Star: 2015, 2016, 2017
- 2 vezes All-NBA Team:
  - segundo time: 2015, 2016
- NBA All-Rookie Team:
  - primeiro time: 2011
- Seleção dos Estados Unidos:
  - Jogos Olímpicos:
    -  Medalha de Ouro 2016

  - FIBA World Championship:
    -  Medalha de Ouro 2014

## Vida pessoal
Cousins é filho de Monique e Jessie Cousins. Ele tem quatro irmãs e um irmão, Jaleel, que também é jogador profissional de basquete.
Cousins tem dois filhos. Ele se casou com sua namorada de longa data, Morgan Lang, em Atlanta, em 24 de agosto de 2019.
Em agosto de 2019, Cousins estava envolvido em polêmica quando o TMZ divulgou um vídeo dele supostamente ameaçando matar sua ex-namorada, dizendo: "Eu vou me certificar de colocar uma bala na sua cabeça". Os Lakers emitiram a seguinte declaração após a controvérsia: "Estamos cientes da alegação envolvendo DeMarcus Cousins e, é claro, levamos a sério essa alegação. Estamos no processo de coleta de informações e reservamos mais comentários neste momento". No dia 29, foi emitido um mandado de prisão contra Cousins por uma acusação de violência doméstica por contravenção e uma acusação de comunicação de assédio de terceiro grau.